# Niveolanita
La niveolanita és un mineral de la classe dels carbonats. Rep el seu nom del llatí niveus, blanc com la neu, i de lana, llana, en al·lusió a la similitud visual de tous ramats de llana.

## Característiques
La niveolanita és un carbonat de fórmula química NaBe(CO₃)(OH)·2H₂O. Es tracta del primer carbonat de beril·li natural. Va ser aprovada com a espècie vàlida per l'Associació Mineralògica Internacional l'any 2007. Cristal·litza en el sistema tetragonal.
Segons la classificació de Nickel-Strunz, la niveolanita pertany a «05.DC - Carbonats amb anions addicionals, amb H₂O, amb cations grans» juntament amb els següents minerals: calcioancylita-(Ce), ancylita-(Ce), calcioancylita-(Nd), gysinita-(Nd), ancylita-(La), kozoïta-(Nd), kozoïta-(La), kamphaugita-(Y), sheldrickita, thomasclarkita-(Y), peterbaylissita i clearcreekita.

## Formació i jaciments
Va ser descoberta a la pedrera Poudrette, que es troba al Mont Saint-Hilaire, a La Vallée-du-Richelieu RCM, Montérégie (Quebec, Canadà). Es tracta de l'únic indret on ha estat trobada aquesta espècie mineral.